# The Monkees Present
The Monkees Present è l'ottavo album in studio del gruppo musicale statunitense The Monkees, pubblicato nel 1969.

## Tracce
Per ogni brano musicale è riportato il cantante principale.
Side 1
1. Little Girl (Micky Dolenz) – 2:00 – Micky Dolenz
2. Good Clean Fun (Michael Nesmith) – 2:19 – Michael Nesmith
3. If I Knew (Bill Chadwick, David Jones) – 2:22 – Davy Jones
4. Bye Bye Baby Bye Bye (Micky Dolenz, Ric Klein) – 2:20 – Micky Dolenz
5. Never Tell a Woman Yes (Michael Nesmith) – 3:47 – Michael Nesmith
6. Looking for the Good Times (Tommy Boyce, Bobby Hart) – 2:04 – Davy Jones

Side 2
1. Ladies Aid Society (Tommy Boyce, Bobby Hart) – 2:41 – Davy Jones
2. Listen to the Band (Michael Nesmith) – 2:42 – Michael Nesmith
3. French Song (Bill Chadwick) – 2:22 – Davy Jones
4. Mommy and Daddy (Micky Dolenz) – 2:13 – Micky Dolenz
5. Oklahoma Backroom Dancer (Michael Martin Murphey) – 2:36 – Michael Nesmith
6. Pillow Time (Janelle Scott, Matt Willis) – 2:32 – Micky Dolenz